# 別所治定
別所治定可以是
- 室町時代的人物。在1466年奪走利神城。
- 日本戰國時代後期至安土桃山時代的人物。在下文中解説。

別所治定（1561年－1579年）是日本戰國時代後期至安土桃山時代的人物。別所安治的三男。兄長是別所長治和別所友之。通稱小八郎。
別所家的急先鋒，主要擔任伏兵隊。
1579年，受到兄長命令與叔父別所吉親等一起率領800人奇襲部隊襲撃在平井山的秀吉軍，但是最終失敗並被羽柴家臣樋口雅兼（政武）討取（『別所長治記』）。享年19歲。